# Jack Reynor
Jack Reynor (ur. 23 stycznia 1992 w Longmont) – irlandzki aktor filmowy i telewizyjny. Znany jest m.in. z roli w filmie Transformers: Wiek zagłady.